# کلیسای سرخ‌آباد
کلیسای سرخ‌آباد مربوط به دوره پهلوی اول است و در شهرستان سوادکوه، روستای سرخ‌آباد واقع شده و این اثر در تاریخ ۷ مرداد ۱۳۸۲ با شمارهٔ ثبت ۹۲۷۱ به‌عنوان یکی از آثار ملی ایران به ثبت رسیده‌است. این کلیسا در اوایل دوران پهلوی برای انجام مراسم مذهبی کارکنان راه‌آهن توسط مهندسان مسیحی ایتالیایی که برای ساخت راه‌آهن به سوادکوه آمده بودند احداث شد. طول و عرض این کلیسا سه در سه و با دری ورودی و دو پنجره، یکی در سمت شرق و دیگری در سمت شمال بنا. برای ساخت این کلیسا از آجر و گچ استفاده شده‌است.